# Naver Corporation
Naver Corporation è una azienda con sede a Seongnam, Corea del Sud, che gestisce il motore di ricerca Naver. Naver si è affermato come uno dei pionieri nell'utilizzo di contenuti generati dagli utenti attraverso la creazione della piattaforma di domande e risposte online Knowledge iN. La società gestisce anche servizi mobili globali come la applicazione di messaggistica istantanea Line, l'applicazione per la messaggistica video SNOW e il servizio di comunicazione di gruppo BAND.
L'azienda è quotata alla Borsa di Corea.